# Mistrzostwa Polski w Kajakarstwie 2022
85. Mistrzostwa Polski seniorów w kajakarstwie – odbyły się w Bydgoszczy w dniach 1 – 3 lipca 2022. 
Mistrzostwa rozgrywane były na torze Brdyujście.

## Medaliści

### Mężczyźni

#### Kanadyjki
| Konkurencja | Złoto                                                                                 | Czas     | Srebro                                                                                          | Czas     | Brąz                                                                               | Czas     |
| C-1 200 m   | Wiktor Głazunow (AZS-AWF Gorzów Wlkp.)                                                | 39.66    | Oleksii Koliadych (Admira Gorzów Wlkp.)                                                         | 39.92    | Aleksander Kitewski (Cresovia Białystok)                                           | 40.17    |
| C-1 500 m   | Wiktor Głazunow (AZS-AWF Gorzów Wlkp.)                                                | 1:52.82  | Norman Zezula (Zawisza Bydgoszcz)                                                               | 1:53.30  | Łukasz Witkowski (Posnania)                                                        | 1:54.19  |
| C-1 1000 m  | Wiktor Głazunow (AZS-AWF Gorzów Wlkp.)                                                | 4:04.69  | Mateusz Kamiński (OKSW Olsztyn)                                                                 | 4:08.43  | Łukasz Witkowski (Posnania)                                                        | 4:08.77  |
| C-1 5000 m  | Wiktor Głazunow (AZS-AWF Gorzów Wlkp.)                                                | 20:58.90 | Mateusz Borgieł (AZS-KU Politechniki Opolskiej)                                                 | 20:59.92 | Mateusz Kamiński (OKSW Olsztyn)                                                    | 21:13.64 |
| C-2 200 m   | Michał Łubniewski Arsen Śliwiński (AZS-KU Politechniki Opolskiej)                     | 38.17    | Gracjan Michalak Krystian Hołdak (AZS-AWF Poznań)                                               | 38.93    | Oleksii Koliadych Kyryło Krasinskyi (Admira Gorzów Wlkp.)                          | 39.50    |
| C-2 500 m   | Norman Zezula Juliusz Kitewski (Zawisza Bydgoszcz)                                    | 1:47.16  | Michał Łubniewski Arsen Śliwiński (AZS-KU Politechniki Opolskiej)                               | 1:48.55  | Łukasz Witkowski Remigiusz Nowaczyk (Posnania)                                     | 1:49.22  |
| C-2 1000 m  | Gracjan Michalak Krystian Hołdak (AZS-AWF Poznań)                                     | 3:51.81  | Mateusz Borgieł Mateusz Zuchora (AZS-KU Politechniki Opolskiej)                                 | 3:55.82  | Mateusz Cybula Dominik Nowacki (Warta Poznań)                                      | 3:56.78  |
| C-4 500 m   | AZS-AWF Poznań Tomasz Barniak Gracjan Michalak Krystian Hołdak Piotr Kujawa           | 1:38.16  | Zawisza Bydgoszcz Juliusz Kitewski Krystian Krzyżanowski Kamil Pandel Damian Sadowski           | 1:38.21  | Admira Gorzów Wlkp. Herman Berko Paweł Midloch Kyryło Krasinskyi Oleksii Koliadych | 1:43.93  |
| C-4 1000 m  | Zawisza Bydgoszcz Juliusz Kitewski Damian Sadowski Krystian Krzyżanowski Kamil Pandel | 3:42.16  | AZS-KU Politechniki Opolskiej Mateusz Borgieł Michał Łubniewski Arsen Śliwiński Mateusz Zuchora | 3:42.86  | AZS-AWF Poznań Tomasz Barniak Dawid Kozio Krystian Hołdak Gracjan Michalak         | 3:43.25  |

#### Kajaki
| Konkurencja | Złoto                                                                               | Czas     | Srebro                                                                                        | Czas     | Brąz                                                                                    | Czas     |
| K-1 200 m   | Bartosz Grabowski (OKSW Olsztyn)                                                    | 34.04    | Jakub Stepun (AZS-AWF Poznań)                                                                 | 34.14    | Dominik Starowicz (MKS Czechowice-Dziedzice)                                            | 37.13    |
| K-1 500 m   | Wiktor Leszczyński (MKS Czechowice-Dziedzice)                                       | 1:42.75  | Jakub Stepun (AZS AWF Poznań)                                                                 | 1:43.28  | Przemysław Korsak (GPower Gorzów Wlkp.)                                                 | 1:43.47  |
| K-1 1000 m  | Rafał Rosolski (Dojlidy Białystok)                                                  | 3:40.87  | Wiktor Żarski (Nogat Malbork)                                                                 | 3:44.18  | Przemysław Korsak (GPower Gorzów Wlkp.)                                                 | 3:45.87  |
| K-1 5000 m  | Rafał Rosolski (Dojlidy Białystok)                                                  | 19:20.44 | Jarosław Kajdanek (Energetyk Poznań)                                                          | 19:25.42 | Paweł Janyska (Kopernik Bydgoszcz)                                                      | 19:42.40 |
| K-2 200 m   | Jakub Michalski Wojciech Tracz (Posnania)                                           | 33.37    | Wiktor Leszczyński Dominik Starowicz (MKS Czechowice-Dziedzice)                               | 33.81    | Paweł Kaczmarek Wojciech Pilarz (MKS Czechowice-Dziedzice)                              | 33.97    |
| K-2 500 m   | Wiktor Leszczyński Wojciech Pilarz (MKS Czechowice-Dziedzice)                       | 1:33.27  | Wojciech Tracz Filip Weckwert (Posnania)                                                      | 1:34.30  | Marcin Nowacki Jacek Piech (Posnania)                                                   | 1:35.04  |
| K-2 1000 m  | Jarosław Kajdanek Sławomir Witczak (Energetyk Poznań)                               | 3:31.34  | Michał Bil Piotr Morawski (AZS-KU Politechniki Opolskiej)                                     | 3:32.97  | Dominik Rzepczyński Aleksander Woronkiewicz (AZS-AWF Poznań)                            | 3:34.54  |
| K-4 500 m   | Posnania Jakub Michalski Wojciech Tracz Marcin Nowacki Filip Weckwert               | 1:25.08  | MKS Czechowice-Dziedzice Paweł Kaczmarek Wojciech Pilarz Wiktor Leszczyński Dominik Starowicz | 1:26.30  | AZS-AWf Poznań Dominik Rzepczyński Jakub Stepun Aleksander Woronkiewicz Mikołaj Mermela | 1:27.16  |
| K-4 1000 m  | MKS Czechowice-Dziedzice Dawid Byrdek Jan Paszek Kacper Grzechnik Dominik Starowicz | 3:14.09  | Sparta Augustów Marcin Burzym Karol Garbacz Adam Wysocki Łukasz Barszczewski                  | 3:15.97  | Posnania Kacper Konieczny Jacek Piech Mateusz Pietrzak Wiktor Walkowiak                 | 3:16.58  |

### Kobiety

#### Kajaki
| Konkurencja | Złoto                                                                                       | Czas     | Srebro                                                                        | Czas     | Brąz                                                                              | Czas     |
| K-1 200 m   | Marta Walczykiewicz (KTW Kalisz)                                                            | 39.61    | Helena Wiśniewska (Zawisza Bydgoszcz)                                         | 39.64    | Anna Puławska (AZS AWF Gorzów Wlkp.)                                              | 39.78    |
| K-1 500 m   | Dominika Putto (Zawisza Bydgoszcz)                                                          | 1:56.96  | Karolina Naja (Posnania)                                                      | 1:57.53  | Helena Wiśniewska (Zawisza Bydgoszcz)                                             | 1:57.72  |
| K-1 1000 m  | Martyna Klatt (AZS-AWF Poznań)                                                              | 4:09.83  | Justyna Iskrzycka (AZS-AWF Katowice)                                          | 4:09.88  | Anna Zagórska (OŚ AZS Politechniki Poznańskiej)                                   | 4:19.96  |
| K-1 5000 m  | Marta Walczykiewicz (KTW Kalisz)                                                            | 21:29.68 | Anna Zagórska (OŚ AZS Politechniki Poznańskiej)                               | 21:32.55 | Magdalena Szczęsna (Jezioro Tarnobrzeg)                                           | 22:03.61 |
| K-2 200 m   | Katarzyna Kołodziejczyk Dominika Putto (Zawisza Bydgoszcz)                                  | 37.51    | Adrianna Kąkol Natalia Kurpan (KKW 1929 Kraków)                               | 40.35    | Wiktoria Bierzało Anna Mielnik (AZS-KU Politechniki Opolskiej)                    | 42.25    |
| K-2 500 m   | Sandra Ostrowska Helena Wiśniewska (Zawisza Bydgoszcz)                                      | 1:49.93  | Karolina Naja Małgorzata Puławska (Posnania)                                  | 1:52.08  | Anna Puławska Julia Olszewska (AZS-AWF Gorzów Wlkp.)                              | 1:52.69  |
| K-2 1000 m  | Martyna Jaskólska Weronika Marczewska (Kopernik Bydgoszcz)                                  | 3:59.93  | Katarzyna Kołodziejczyk Dominika Putto (Posnania)                             | 4:00.22  | Oliwia Szorcz Natalia Wojciechowska (Energetyk Poznań)                            | 4:05.25  |
| K-4 500 m   | Zawisza Bydgoszcz Sandra Ostrowska Helena Wiśniewska Katarzyna Kołodziejczyk Dominika Putto | 1:39.16  | AZS-AWF Poznań Zuzanna Gościniak Martyna Klatt Weronika Waligóra Oliwia Kubis | 1:45.06  | Zawisza Bydgoszcz Martyna Szkodzińska Julia Górska Alicja Nowicka Zofia Korpalska | 1:46.16  |

#### Kanadyjki
| Konkurencja | Złoto                                              | Czas     | Srebro                                                | Czas     | Brąz                                                   | Czas     |
| C-1 200 m   | Katarzyna Szperkiewicz (AZS-AWF Poznań)            | 45.98    | Sylwia Szczerbińska (Cresovia Białystok)              | 47:14    | Magda Stanny (Warta Poznań)                            | 48.58    |
| C-1 500 m   | Katarzyna Szperkiewicz (AZS-AWF Poznań)            | 2:17.57  | Sylwia Szczerbińska (Cresovia Białystok)              | 2:19.18  | Aleksandra Jacewicz (AZS-KU Politechniki Opolskiej)    | 2:19.88  |
| C-1 5000 m  | Amelia Braun (Zawisza Bydgoszcz)                   | 24:54.14 | Paulina Grzelkiewicz (Warta Poznań)                   | 25:11.14 | Kaja Lach (Cresovia Białystok)                         | 27:39.01 |
| C-2 200 m   | Sylwia Szczerbińska Kaja Lach (Cresovia Białystok) | 46.65    | Katarzyna Szperkiewicz Klaudia Szolc (AZS-AWF Poznań) | 46.72    | Patrycja Mendelska Justyna Dorozińska (AZS-AWF Poznań) | 47.43    |
| C-2 500 m   | Justyna Dorozińska Klaudia Szolc (AZS-AWF Poznań)  | 2:16.04  | Ewelina Antos Elżbieta Łoboziak (AZS-AWF Poznań)      | 2:16.23  | Paulina Grzelkiewicz Magda Stanny (Warta Poznań)       | 2:18.80  |

### Mixed

#### Kajaki
| Konkurencja | Złoto                                       | Czas  | Srebro                                                    | Czas  | Brąz                                                             | Czas  |
| K-2 200 m   | Martyna Klatt Jakub Stepun (AZS-AWF Poznań) | 34,43 | Natalia Wojciechowska Sławomir Witczak (Energetyk Poznań) | 35.49 | Wiktoria Bierzało Piotr Morawski (AZS-KU Politechniki Opolskiej) | 35.78 |

#### Kanadyjki
| Konkurencja | Złoto                                                        | Czas  | Srebro                                                  | Czas  | Brąz                                           | Czas  |
| C-2 200 m   | Sylwia Szczerbińska Aleksander Kitewski (Cresovia Białystok) | 39.60 | Katarzyna Szperkiewicz Krystian Hołdak (AZS-AWF Poznań) | 39.92 | Amelia Braun Norman Zezula (Zawisza Bydgoszcz) | 40.68 |